# 은색과일먹는박쥐
은색과일먹는박쥐(Artibeus glaucus)는 주걱박쥐과(신세계잎코박쥐과)에 속하는 박쥐의 일종이다.

## 특징
은색과일먹는박쥐는 몸길이는 겨우 4~6cm, 몸무게가 10~14g에 불과할 정도로 작은 박쥐이다. 조금 다양한 색을 띠는 진한 갈색 털이 덮여 있으며, 눈 위에 연한 색의 희미한 줄무늬 털이 나 있다. 같은 지역에서 발견되는 근연종들과 달리, 귀 가장자리와 잎코(비엽)는 밝은 노란색을 띤다.

## 분포 및 생태
은색과일먹는박쥐는 콜롬비아부터 볼리비아에 걸쳐 안데스산맥 북부 지역에서 발견된다. 해발 200m와 2000m 사이의 중고도 숲 지역의 저지대에서 서식한다. 열대와 온대 기후 지역 숲의 수관층에서 발견되는 과일을 먹고, 낮 시간에는 바나나 또는 야자수 잎 아래에 매달려 생활한다. 연중 번식을 하지만, 특히 두 싯점에 최대 번식을 한다.